# Chianti (wijn)
Chianti is een rode wijn die zijn naam ontleent aan het gelijknamige wijnbouwgebied in Toscane (Italië), ten zuiden van de stad Florence. Tegenwoordig worden chiantiwijnen in een groter deel van Toscane gemaakt in een gebied dat zich uitstrekt van Pisa tot Arezzo. Deze wijnstreek meet van noord naar zuid 160 km en is daarmee groter dan de Bordeaux in Frankrijk. In 2004 werd meer dan 1 miljoen hl wijn geproduceerd.

## Geschiedenis
De traditionele in mandflessen gebottelde wijn was in de jaren zestig voor velen verworden tot een synoniem voor slechte wijn. In de decennia daarna is er veel veranderd en inmiddels hebben de, nu meestal in bordeauxflessen afgevulde, wijnen een sterk verbeterde kwaliteit.

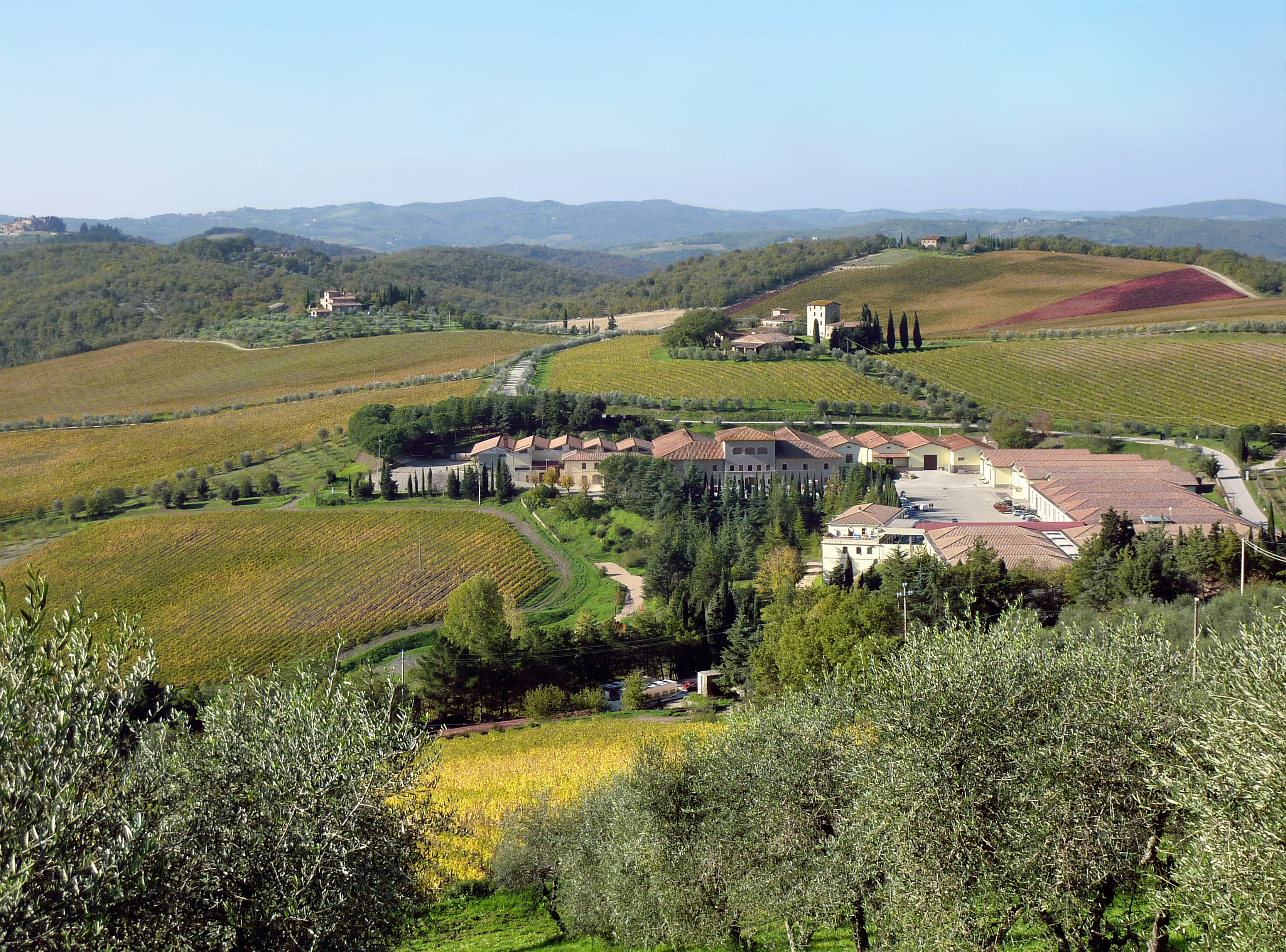
Wijnboerderij met wijngaarden in Gaiole in Chianti

Sinds het einde van de jaren 90 kunnen de betere wijnen, die voldoen aan zwaardere eisen, de naam DOCG Chianti Superiore dragen. Hierbij doet men dan wel afstand van de naam die verwijst naar het eigen productiegebied, zoals "Classico", "Colli Fiorentini", "Colli Senesi" of "Rufina". 
In een aantal gebieden maakt men al veel langer kwalitatief betere wijn die zich onderscheidt door een eigen DOCG keurmerk: Carmignano, Brunello di Montalcino en Vino Nobile di Montepulciano.
En er zijn wijnbouwers die exclusieve rode wijn maken met (deels) andere druivenrassen dan voorgeschreven. Deze, ook wel als super-Toscaner bekend staande wijnen, voldoen daardoor veelal niet aan de eisen van een DOC of DOCG keurmerk. Een aantal van deze wijnen heeft in de loop der jaren zelf het DOC of DOCG kwaliteitslabel verworven, b.v. Sassicaia, Bolgheri, Tignanello of Ornellaia.
Sinds de jaren 80 van de twintigste eeuw produceren de Chianti-wijnbouwers ook veel verrassende witte wijnen. De wijnboeren hielden namelijk witte druiven over die men niet meer in de chianti wenste te verwerken en er ontstond een vraag – zeker 's zomers – naar witte en makkelijk drinkbare wijn naast de verbeterde, maar zwaardere rode chianti. Deze wijnen worden onder diverse namen op de markt gebracht, bij gebrek aan overeenstemming over een gezamenlijk predicaat. Buiten de regio Toscane worden de witte wijnen uit de Chianti nog weinig aangetroffen. Voornamelijk de bekende witte wijnen als Vernaccia di San Gimignano worden buiten Italië verkocht.

## Kenmerken
De wijn wordt uit nostalgisch-toeristisch oogmerk ook nog geleverd in mandflessen (fiaschi). Chianti heeft de hoogste Italiaanse kwalificering DOCG (Denominazione di Origine Controllata e Garantita).
De wijn heeft over het algemeen een helder rode kleur en ruikt fris, wat fruitig en naar viooltjes. De kwaliteit van de wijn beweegt zich tussen matig en zeer goed. De bulk van de chiantiproductie, met nog steeds een substantieel aandeel witte druiven, mag niet te lang worden bewaard, maar kan het beste jong worden gedronken. De echte topchianti's kunnen lang worden bewaard en worden dan een bijzondere – vaak dure – wijn met een donker oranjerode kleur.

## Productie
In 1840 bepaalde baron Bettino Ricasoli de samenstelling van de chianti. Zijn bedoeling was een mooie rode, frisse en makkelijk drinkbare wijn te creëren. Volgens de door Ricasoli opgestelde regels moest chianti voor 70% bestaan uit rode sangiovesedruiven en voor 30% bestaan uit de witte druivenrassen. Sinds 1984 kan een wijnboer echter ook een wijn uit 100% rode druiven maken. De huidige chianti wordt verkregen uit 80-100% sangiovesedruiven met per wijnmaker verschillende toevoegingen van 0-10% canaiolo nero, 0-10% malvasia bianca, 0-10% trebbiano toscano en 0-15% rode druiven zoals colorino, cabernet sauvignon of merlot. Sinds 2005 is het voor de chianti classico DOCG zelfs niet meer toegestaan om witte druiven als malvasia en trebbiano te gebruiken.

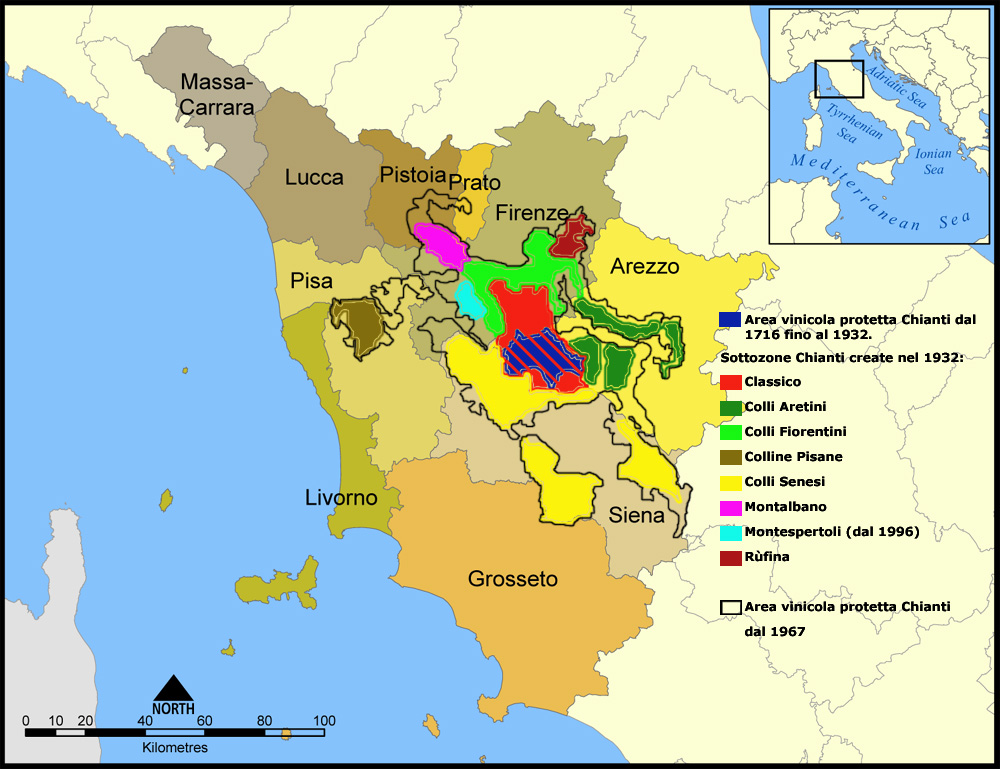
Productiezones van de chianti

In 1932 heeft de Italiaanse overheid begrenzingen aangegeven voor de gebieden waar wijn kon worden geproduceerd die de naam Chianti mocht dragen. De chianti uit het oorspronkelijke gebied tussen Florence, Siena en Arezzo draagt de naam chianti classico. De chianti uit gebieden die aan het klassieke (classico) gebied grenzen hebben de naam chianti met de toevoeging van de naam van het eigen gebied: Colli Aretini, Colli Fiorentini, Colli Senesi, Colline Pisane, Montalbano en Rufina. In 1996 is hier nog Montespertoli aan toegevoegd. Op de fles hebben ze allen hun eigen logo. Zo is bijvoorbeeld de chianti classico te herkennen aan het logo met de afbeelding van een zwarte haan, de gallo nero. Deze gallo nero is niet zozeer een kwaliteitskeurmerk, maar geeft alleen aan dat de producent is aangesloten bij het consortium van wijnboeren in de chianti classico, de in 1927 opgerichte Consorzio Vino Chianti. Zo was bijvoorbeeld een bekend wijnhuis als Antonori tussen 1975 en 2012 geen lid van het consortium. Wanneer aan de voorwaarde van twee jaar lagering op fust en drie maanden rijping in de fles wordt voldaan, mag de wijn het predicaat "riserva" hebben. Een riserva uit de gebieden Colli Fiorentini en Rufina moet echter minimaal zes maanden op de fles hebben gerijpt. Deze periode wordt gerekend vanaf 1 januari van het jaar volgend op de oogst van de druiven.
Chianti is het grootste wijnbouwgebied in Italië waaraan het DOCG-predicaat is toegekend. Voor de goede chianti's is de DOCG op zijn plaats. Maar ook mindere wijnen kunnen zich – niet geheel terecht – met dit predicaat tooien. De toekenning van het DOCG-predicaat wordt in Italië wel als een economisch en politiek gemotiveerde beslissing gezien.
In enkele gemeenten binnen het grote gebied waar chianti wordt geproduceerd, maakt men ook dure kwaliteitswijnen die het DOCG-predicaat dragen. Dit zijn bijvoorbeeld de carmignano ten westen van Florence, en in de provincie Siena de Vino Nobile di Montepulciano en de Brunello di Montalcino.
Een bijzondere wijn uit de Chianti is de Vin santo. Deze dessertwijn, met DOC-predicaat, wordt in het voorjaar vervaardigd uit druiven die de gehele winter hebben liggen drogen op strooien matten. De ingedroogde druiven hebben daardoor en hoger suikerpercentage verkregen, waardoor er een zware, zoete wijn van gemaakt kan worden. De grote wijnindustrieën maken echter ook goedkope imitaties van de ambachtelijke vin santo met een armoedige geur en smaak.